# Mareba panamensis
Mareba panamensis är en insektsart som beskrevs av Young 1968. Mareba panamensis ingår i släktet Mareba och familjen dvärgstritar.
Artens utbredningsområde är Panama. Inga underarter finns listade i Catalogue of Life.